# Internationale Filmfestspiele von Cannes 1975
Die 28. Internationalen Filmfestspiele von Cannes 1975 fanden vom 9. Mai bis zum 23. Mai 1975 statt.

## Wettbewerb
Im Wettbewerb des diesjährigen Festivals wurden folgende Filme gezeigt:
| Filmtitel                                     | Regisseur                 | Produktionsland                   | Darsteller (Auswahl)                           |
| Alice lebt hier nicht mehr                    | Martin Scorsese           | USA                               | Ellen Burstyn, Kris Kristofferson, Diane Ladd  |
| Aloïse                                        | Liliane de Kermadec       | Frankreich                        | Isabelle Huppert, Delphine Seyrig              |
| Das Amulett                                   | Nelson Pereira dos Santos | Brasilien                         |                                                |
| Ausnahmezustand                               | Michel Brault             | Kanada                            |                                                |
| Beruf: Reporter                               | Michelangelo Antonioni    | Italien, Frankreich, Spanien, USA | Jack Nicholson, Maria Schneider                |
| Cher Victor – Der gute Victor                 | Robin Davis               | Frankreich                        | Bernard Blier, Jacques Dufilho, Alida Valli    |
| Chronik der Jahre der Glut*                   | Mohamed Lakhdar-Hamina    | Algerien                          |                                                |
| Den-en ni shisu                               | Shūji Terayama            | Japan                             |                                                |
| Un divorce heureux                            | Henning Carlsen           | Frankreich, Dänemark              | Jean Rochefort, André Dussollier               |
| Der Duft der Frauen                           | Dino Risi                 | Italien                           | Vittorio Gassman                               |
| Freitag und Robinson                          | Jack Gold                 | Großbritannien, USA               | Peter O’Toole, Richard Roundtree               |
| Geschichte einer Sünde                        | Walerian Borowczyk        | Polen                             | Grażyna Długołęcka                             |
| Ein Hauch von Zen                             | King Hu                   | Taiwan                            |                                                |
| Ignacio                                       | François Reichenbach      | Frankreich, Mexiko                |                                                |
| Jeder für sich und Gott gegen alle            | Werner Herzog             | Deutschland                       | Bruno S., Brigitte Mira, Willy Semmelrogge     |
| Lenny                                         | Bob Fosse                 | USA                               | Dustin Hoffman, Valerie Perrine                |
| Lotte in Weimar                               | Egon Günther              | DDR                               | Lilli Palmer, Martin Hellberg, Rolf Ludwig     |
| Mariken van Nieumeghen                        | Jos Stelling              | Niederlande                       |                                                |
| Meine Liebe – Elektra                         | Miklós Jancsó             | Ungarn                            | Mari Törőcsik                                  |
| Sie kämpfen für die Heimat                    | Sergei Bondartschuk       | Sowjetunion                       |                                                |
| Sondertribunal – Jeder kämpft für sich allein | Costa-Gavras              | Frankreich, Italien, Deutschland  | Louis Seigner, Michael Lonsdale, Heinz Bennent |
| Yuppi Du (Yuppi du)                           | Adriano Celentano         | Italien                           | Claudia Mori, Charlotte Rampling               |

* = Goldene Palme

## Internationale Jury
Jurypräsidentin war in diesem Jahr die französische Schauspielerin Jeanne Moreau. Sie stand folgender Jury vor: André Delvaux, Gérard Ducaux-Rupp, George Roy Hill, Lea Massari, Pierre Mazars, Fernando Rey, Pierre Salinger und Julija Solnzewa.

## Preisträger
- Goldene Palme: Chronik der Jahre der Glut
- Großer Preis der Jury: Jeder für sich und Gott gegen alle
- Bester Schauspieler: Vittorio Gassman
- Beste Schauspielerin: Valerie Perrine
- Bester Regisseur: Michel Brault und Costa-Gavras

## Weitere Preise
- FIPRESCI-Preis: Jeder für sich und Gott gegen alle
- Preis der Ökumenischen Jury: Jeder für sich und Gott gegen alle